# Зимовье-Ёль
Зимовье-Ёль — река в России, протекает по Республике Коми. Левый приток протоки Печоры — Бадья-Курья. Длина реки составляет 33 км.

## Данные водного реестра
По данным государственного водного реестра России относится к Двинско-Печорскому бассейновому округу, водохозяйственный участок реки — Печора от водомерного поста у посёлка Шердино до впадения реки Уса, речной подбассейн реки — бассейны притоков Печоры до впадения Усы. Речной бассейн реки — Печора.
Код объекта в государственном водном реестре — 03050100212103000060954.